# Parteitag der CDU Deutschlands 2018 (Februar)
Der 30. Parteitag der Christlich Demokratischen Union Deutschlands wurde am 26. Februar 2018 im Veranstaltungszentrum STATION Berlin in der Bundeshauptstadt Berlin abgehalten. Auf der Tagesordnung des Sonderparteitages standen die Beschlussfassung über den Koalitionsvertrag zwischen CDU, CSU und SPD sowie die Wahl eines neuen Generalsekretärs der Partei.

## Beschlüsse und Personalia
Der zuvor mit CSU und SPD ausgehandelte Koalitionsvertrag mit dem Titel „Ein neuer Aufbruch für Europa – Eine neue Dynamik für Deutschland – Ein neuer Zusammenhalt für unser Land“ wurde von den 975 Delegierten bei 27 Nein-Stimmen angenommen. Nachdem wenige Tage vor dem Parteitag Peter Tauber seinen Rückzug vom Amt des CDU-Generalsekretärs bekannt gegeben hatte, war eine Neuwahl für dieses Amt nötig geworden. Auf Vorschlag der Bundesvorsitzenden Angela Merkel wurde die bisherige saarländische Ministerpräsidentin Annegret Kramp-Karrenbauer mit 98,87 Prozent der Delegiertenstimmen zur neuen Generalsekretärin gewählt.